# Pterodaustro
Lo Pterodaustro è un genere di pterosauro pterodactyloide, vissuto nel Cretaceo inferiore circa 105 milioni di anni fa, nell'attuale Sud America.

## Descrizione

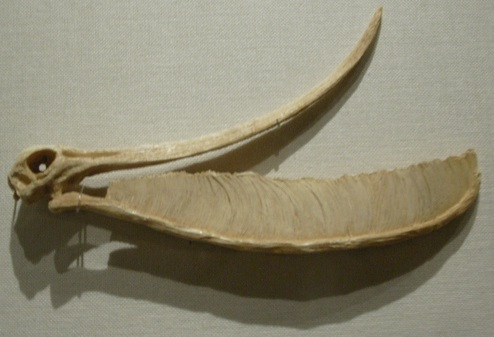
Ricostruzione del cranio

La caratteristica più evidente dello Pterodaustro era il suo bizzarro cranio allungato, che presentava una leggera curvatura all'insù e che poteva misurare fino a 29 centimetri di lunghezza. Solo la porzione del cranio posta di fronte alle orbite comprende l'85% della lunghezza dell'intero cranio. Nella mascella inferiore questo animale ospitava circa un migliaio di setole elastiche disposte come i peli di una spazzola, analoghi ai fanoni delle balene, che secondo i paleontologi servivano all'animale per filtrare le piccole creature acquatiche, come crostacei, plancton o alghe, di cui si nutriva. Questi denti-setole non erano alloggiati in alveoli lungo la mascella come nei normali denti dei vertebrati, ma crescevano in lunghe scanalature parallele ai bordi della mandibola. Queste setole potevano raggiungere una lunghezza di circa tre centimetri, presentando una struttura ovale in sezione trasversale e una larghezza di soli 0,2-0,3 millimetri. In un primo momento i paleontologi pensavano che queste strutture non fossero dei veri e propri denti, ma successive ricerche hanno dimostrato che come tutti i denti dei vertebrati anche le setole dello Pterodaustro erano formate da smalto, dentina e polpa. Pur essendo costituite da materiale duro, probabilmente queste strutture erano molto flessibili, arrivando a piegarsi in una curva massima di 45°. Anche la mascella superiore era dotata di denti ma questi erano invece molto più piccoli, con base conica piena e una corona a spatola. Questi denti erano tenuti insieme da speciali legamenti, costituiti da piastre ossee.Molto probabilmente la funzione di questi minuscoli denti palatali era quella di frantumare il cibo quando questo era stato filtrato dalle setole.
La parte posteriore del cranio era piuttosto allungata e bassa; si pensa che questa struttura potesse ospitare una piccola cresta paritale che stranamente non è ancora stata ritrovata.
Uno Pterodaustro adulto poteva sfoggiare un'apertura alare di circa 2,50 metri (8,20 ft). Caratteristiche anatomiche insolite di questo animale, sono le gambe forti e i piedi larghi, prova del fatto che lo Pterodaustro trascorreva molto tempo a terra. Altra caratteristica insolita per uno pterodactyloide era la coda allungata, contenente fino 22 vertebre caudali, mentre in altri membri di questo gruppo le vertebre non sono più di sedici.

## Classificazione
Bonaparte nel 1970 classificò lo Pterodaustro come appartenente alla famiglia degli Pterodactylidae; per poi essere di nuovo spostato, nel 1971, in Pterodaustriidae. Tuttavia, nel 1996, un'analisi cladistica condotta da Alexander Kellner e David Unwin hanno creato la famiglia dei Ctenochasmatidae, in cui hanno classificato lo Pterodaustro e altri pterosauri filtratori, come il Ctenochasma.
Il genere Puntanipterus potrebbe essere un sinonimo junior di Pterodaustro.

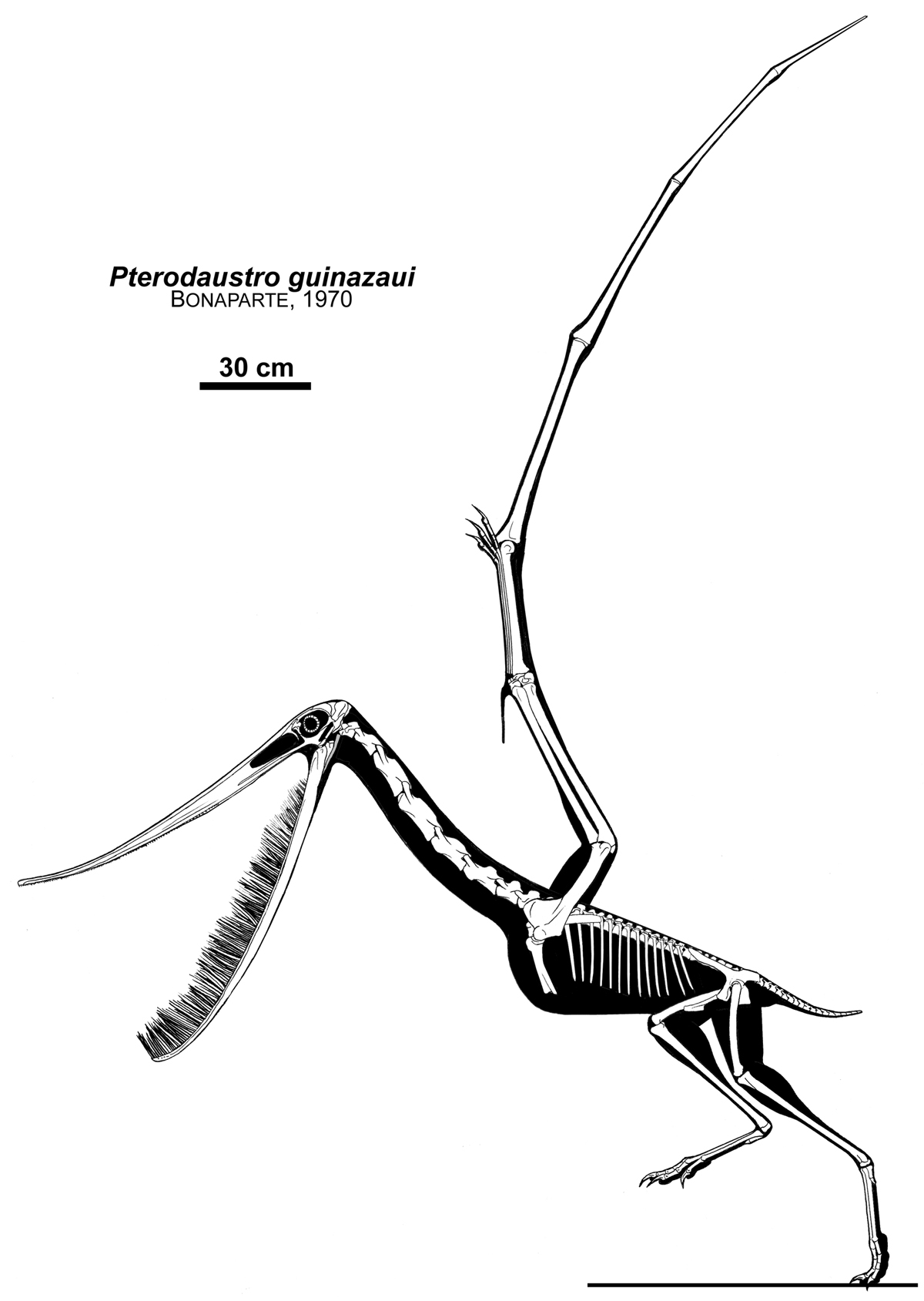
Ricostruzione dello scheletro di Pterodaustro

Di seguito è riportato un cladogramma, sulla base degli studi di Andres, Clark e Xu, 2014.
|  | Feilongus youngi     |
|  |                      |
|  | Moganopterus zhuiana |
|  |                      |

|  | Plataleorhynchus streptophorodon                                                 |
|  |                                                                                  |
|  | \| \| Gnathosaurus subulatus \| \| \| \| \| \| Gnathosaurus macrurus \| \| \| \| |
|  |                                                                                  |
|  | Gnathosaurus subulatus                                                           |
|  |                                                                                  |
|  | Gnathosaurus macrurus                                                            |
|  |                                                                                  |

|  | Gnathosaurus subulatus |
|  |                        |
|  | Gnathosaurus macrurus  |
|  |                        |

|  | Plataleorhynchus streptophorodon                                                 |
|  |                                                                                  |
|  | \| \| Gnathosaurus subulatus \| \| \| \| \| \| Gnathosaurus macrurus \| \| \| \| |
|  |                                                                                  |
|  | Gnathosaurus subulatus                                                           |
|  |                                                                                  |
|  | Gnathosaurus macrurus                                                            |
|  |                                                                                  |

|  | Gnathosaurus subulatus |
|  |                        |
|  | Gnathosaurus macrurus  |
|  |                        |

|  | Feilongus youngi     |
|  |                      |
|  | Moganopterus zhuiana |
|  |                      |

|  | Plataleorhynchus streptophorodon                                                 |
|  |                                                                                  |
|  | \| \| Gnathosaurus subulatus \| \| \| \| \| \| Gnathosaurus macrurus \| \| \| \| |
|  |                                                                                  |
|  | Gnathosaurus subulatus                                                           |
|  |                                                                                  |
|  | Gnathosaurus macrurus                                                            |
|  |                                                                                  |

|  | Gnathosaurus subulatus |
|  |                        |
|  | Gnathosaurus macrurus  |
|  |                        |

|  | Plataleorhynchus streptophorodon                                                 |
|  |                                                                                  |
|  | \| \| Gnathosaurus subulatus \| \| \| \| \| \| Gnathosaurus macrurus \| \| \| \| |
|  |                                                                                  |
|  | Gnathosaurus subulatus                                                           |
|  |                                                                                  |
|  | Gnathosaurus macrurus                                                            |
|  |                                                                                  |

|  | Gnathosaurus subulatus |
|  |                        |
|  | Gnathosaurus macrurus  |
|  |                        |

|  | Feilongus youngi     |
|  |                      |
|  | Moganopterus zhuiana |
|  |                      |

|  | Plataleorhynchus streptophorodon                                                 |
|  |                                                                                  |
|  | \| \| Gnathosaurus subulatus \| \| \| \| \| \| Gnathosaurus macrurus \| \| \| \| |
|  |                                                                                  |
|  | Gnathosaurus subulatus                                                           |
|  |                                                                                  |
|  | Gnathosaurus macrurus                                                            |
|  |                                                                                  |

|  | Gnathosaurus subulatus |
|  |                        |
|  | Gnathosaurus macrurus  |
|  |                        |

|  | Plataleorhynchus streptophorodon                                                 |
|  |                                                                                  |
|  | \| \| Gnathosaurus subulatus \| \| \| \| \| \| Gnathosaurus macrurus \| \| \| \| |
|  |                                                                                  |
|  | Gnathosaurus subulatus                                                           |
|  |                                                                                  |
|  | Gnathosaurus macrurus                                                            |
|  |                                                                                  |

|  | Gnathosaurus subulatus |
|  |                        |
|  | Gnathosaurus macrurus  |
|  |                        |

|  | Feilongus youngi     |
|  |                      |
|  | Moganopterus zhuiana |
|  |                      |

|  | Plataleorhynchus streptophorodon                                                 |
|  |                                                                                  |
|  | \| \| Gnathosaurus subulatus \| \| \| \| \| \| Gnathosaurus macrurus \| \| \| \| |
|  |                                                                                  |
|  | Gnathosaurus subulatus                                                           |
|  |                                                                                  |
|  | Gnathosaurus macrurus                                                            |
|  |                                                                                  |

|  | Gnathosaurus subulatus |
|  |                        |
|  | Gnathosaurus macrurus  |
|  |                        |

|  | Plataleorhynchus streptophorodon                                                 |
|  |                                                                                  |
|  | \| \| Gnathosaurus subulatus \| \| \| \| \| \| Gnathosaurus macrurus \| \| \| \| |
|  |                                                                                  |
|  | Gnathosaurus subulatus                                                           |
|  |                                                                                  |
|  | Gnathosaurus macrurus                                                            |
|  |                                                                                  |

|  | Gnathosaurus subulatus |
|  |                        |
|  | Gnathosaurus macrurus  |
|  |                        |

|  | Feilongus youngi     |
|  |                      |
|  | Moganopterus zhuiana |
|  |                      |

|  | Plataleorhynchus streptophorodon                                                 |
|  |                                                                                  |
|  | \| \| Gnathosaurus subulatus \| \| \| \| \| \| Gnathosaurus macrurus \| \| \| \| |
|  |                                                                                  |
|  | Gnathosaurus subulatus                                                           |
|  |                                                                                  |
|  | Gnathosaurus macrurus                                                            |
|  |                                                                                  |

|  | Gnathosaurus subulatus |
|  |                        |
|  | Gnathosaurus macrurus  |
|  |                        |

|  | Plataleorhynchus streptophorodon                                                 |
|  |                                                                                  |
|  | \| \| Gnathosaurus subulatus \| \| \| \| \| \| Gnathosaurus macrurus \| \| \| \| |
|  |                                                                                  |
|  | Gnathosaurus subulatus                                                           |
|  |                                                                                  |
|  | Gnathosaurus macrurus                                                            |
|  |                                                                                  |

|  | Gnathosaurus subulatus |
|  |                        |
|  | Gnathosaurus macrurus  |
|  |                        |

|  | Feilongus youngi     |
|  |                      |
|  | Moganopterus zhuiana |
|  |                      |

|  | Plataleorhynchus streptophorodon                                                 |
|  |                                                                                  |
|  | \| \| Gnathosaurus subulatus \| \| \| \| \| \| Gnathosaurus macrurus \| \| \| \| |
|  |                                                                                  |
|  | Gnathosaurus subulatus                                                           |
|  |                                                                                  |
|  | Gnathosaurus macrurus                                                            |
|  |                                                                                  |

|  | Gnathosaurus subulatus |
|  |                        |
|  | Gnathosaurus macrurus  |
|  |                        |

|  | Plataleorhynchus streptophorodon                                                 |
|  |                                                                                  |
|  | \| \| Gnathosaurus subulatus \| \| \| \| \| \| Gnathosaurus macrurus \| \| \| \| |
|  |                                                                                  |
|  | Gnathosaurus subulatus                                                           |
|  |                                                                                  |
|  | Gnathosaurus macrurus                                                            |
|  |                                                                                  |

|  | Gnathosaurus subulatus |
|  |                        |
|  | Gnathosaurus macrurus  |
|  |                        |

|  | Feilongus youngi     |
|  |                      |
|  | Moganopterus zhuiana |
|  |                      |

|  | Plataleorhynchus streptophorodon                                                 |
|  |                                                                                  |
|  | \| \| Gnathosaurus subulatus \| \| \| \| \| \| Gnathosaurus macrurus \| \| \| \| |
|  |                                                                                  |
|  | Gnathosaurus subulatus                                                           |
|  |                                                                                  |
|  | Gnathosaurus macrurus                                                            |
|  |                                                                                  |

|  | Gnathosaurus subulatus |
|  |                        |
|  | Gnathosaurus macrurus  |
|  |                        |

|  | Plataleorhynchus streptophorodon                                                 |
|  |                                                                                  |
|  | \| \| Gnathosaurus subulatus \| \| \| \| \| \| Gnathosaurus macrurus \| \| \| \| |
|  |                                                                                  |
|  | Gnathosaurus subulatus                                                           |
|  |                                                                                  |
|  | Gnathosaurus macrurus                                                            |
|  |                                                                                  |

|  | Gnathosaurus subulatus |
|  |                        |
|  | Gnathosaurus macrurus  |
|  |                        |

|  | Feilongus youngi     |
|  |                      |
|  | Moganopterus zhuiana |
|  |                      |

|  | Plataleorhynchus streptophorodon                                                 |
|  |                                                                                  |
|  | \| \| Gnathosaurus subulatus \| \| \| \| \| \| Gnathosaurus macrurus \| \| \| \| |
|  |                                                                                  |
|  | Gnathosaurus subulatus                                                           |
|  |                                                                                  |
|  | Gnathosaurus macrurus                                                            |
|  |                                                                                  |

|  | Gnathosaurus subulatus |
|  |                        |
|  | Gnathosaurus macrurus  |
|  |                        |

|  | Plataleorhynchus streptophorodon                                                 |
|  |                                                                                  |
|  | \| \| Gnathosaurus subulatus \| \| \| \| \| \| Gnathosaurus macrurus \| \| \| \| |
|  |                                                                                  |
|  | Gnathosaurus subulatus                                                           |
|  |                                                                                  |
|  | Gnathosaurus macrurus                                                            |
|  |                                                                                  |

|  | Gnathosaurus subulatus |
|  |                        |
|  | Gnathosaurus macrurus  |
|  |                        |

|  | Eosipterus yangi                                                              |
|  |                                                                               |
|  | \| \| Beipiaopterus chenianus \| \| \| \| \| \| Gegepterus changi \| \| \| \| |
|  |                                                                               |
|  | Beipiaopterus chenianus                                                       |
|  |                                                                               |
|  | Gegepterus changi                                                             |
|  |                                                                               |

|  | Beipiaopterus chenianus |
|  |                         |
|  | Gegepterus changi       |
|  |                         |

|  | Eosipterus yangi                                                              |
|  |                                                                               |
|  | \| \| Beipiaopterus chenianus \| \| \| \| \| \| Gegepterus changi \| \| \| \| |
|  |                                                                               |
|  | Beipiaopterus chenianus                                                       |
|  |                                                                               |
|  | Gegepterus changi                                                             |
|  |                                                                               |

|  | Beipiaopterus chenianus |
|  |                         |
|  | Gegepterus changi       |
|  |                         |

|  | Eosipterus yangi                                                              |
|  |                                                                               |
|  | \| \| Beipiaopterus chenianus \| \| \| \| \| \| Gegepterus changi \| \| \| \| |
|  |                                                                               |
|  | Beipiaopterus chenianus                                                       |
|  |                                                                               |
|  | Gegepterus changi                                                             |
|  |                                                                               |

|  | Beipiaopterus chenianus |
|  |                         |
|  | Gegepterus changi       |
|  |                         |

|  | Eosipterus yangi                                                              |
|  |                                                                               |
|  | \| \| Beipiaopterus chenianus \| \| \| \| \| \| Gegepterus changi \| \| \| \| |
|  |                                                                               |
|  | Beipiaopterus chenianus                                                       |
|  |                                                                               |
|  | Gegepterus changi                                                             |
|  |                                                                               |

|  | Beipiaopterus chenianus |
|  |                         |
|  | Gegepterus changi       |
|  |                         |

|  | Feilongus youngi     |
|  |                      |
|  | Moganopterus zhuiana |
|  |                      |

|  | Plataleorhynchus streptophorodon                                                 |
|  |                                                                                  |
|  | \| \| Gnathosaurus subulatus \| \| \| \| \| \| Gnathosaurus macrurus \| \| \| \| |
|  |                                                                                  |
|  | Gnathosaurus subulatus                                                           |
|  |                                                                                  |
|  | Gnathosaurus macrurus                                                            |
|  |                                                                                  |

|  | Gnathosaurus subulatus |
|  |                        |
|  | Gnathosaurus macrurus  |
|  |                        |

|  | Plataleorhynchus streptophorodon                                                 |
|  |                                                                                  |
|  | \| \| Gnathosaurus subulatus \| \| \| \| \| \| Gnathosaurus macrurus \| \| \| \| |
|  |                                                                                  |
|  | Gnathosaurus subulatus                                                           |
|  |                                                                                  |
|  | Gnathosaurus macrurus                                                            |
|  |                                                                                  |

|  | Gnathosaurus subulatus |
|  |                        |
|  | Gnathosaurus macrurus  |
|  |                        |

|  | Feilongus youngi     |
|  |                      |
|  | Moganopterus zhuiana |
|  |                      |

|  | Plataleorhynchus streptophorodon                                                 |
|  |                                                                                  |
|  | \| \| Gnathosaurus subulatus \| \| \| \| \| \| Gnathosaurus macrurus \| \| \| \| |
|  |                                                                                  |
|  | Gnathosaurus subulatus                                                           |
|  |                                                                                  |
|  | Gnathosaurus macrurus                                                            |
|  |                                                                                  |

|  | Gnathosaurus subulatus |
|  |                        |
|  | Gnathosaurus macrurus  |
|  |                        |

|  | Plataleorhynchus streptophorodon                                                 |
|  |                                                                                  |
|  | \| \| Gnathosaurus subulatus \| \| \| \| \| \| Gnathosaurus macrurus \| \| \| \| |
|  |                                                                                  |
|  | Gnathosaurus subulatus                                                           |
|  |                                                                                  |
|  | Gnathosaurus macrurus                                                            |
|  |                                                                                  |

|  | Gnathosaurus subulatus |
|  |                        |
|  | Gnathosaurus macrurus  |
|  |                        |

|  | Feilongus youngi     |
|  |                      |
|  | Moganopterus zhuiana |
|  |                      |

|  | Plataleorhynchus streptophorodon                                                 |
|  |                                                                                  |
|  | \| \| Gnathosaurus subulatus \| \| \| \| \| \| Gnathosaurus macrurus \| \| \| \| |
|  |                                                                                  |
|  | Gnathosaurus subulatus                                                           |
|  |                                                                                  |
|  | Gnathosaurus macrurus                                                            |
|  |                                                                                  |

|  | Gnathosaurus subulatus |
|  |                        |
|  | Gnathosaurus macrurus  |
|  |                        |

|  | Plataleorhynchus streptophorodon                                                 |
|  |                                                                                  |
|  | \| \| Gnathosaurus subulatus \| \| \| \| \| \| Gnathosaurus macrurus \| \| \| \| |
|  |                                                                                  |
|  | Gnathosaurus subulatus                                                           |
|  |                                                                                  |
|  | Gnathosaurus macrurus                                                            |
|  |                                                                                  |

|  | Gnathosaurus subulatus |
|  |                        |
|  | Gnathosaurus macrurus  |
|  |                        |

|  | Feilongus youngi     |
|  |                      |
|  | Moganopterus zhuiana |
|  |                      |

|  | Plataleorhynchus streptophorodon                                                 |
|  |                                                                                  |
|  | \| \| Gnathosaurus subulatus \| \| \| \| \| \| Gnathosaurus macrurus \| \| \| \| |
|  |                                                                                  |
|  | Gnathosaurus subulatus                                                           |
|  |                                                                                  |
|  | Gnathosaurus macrurus                                                            |
|  |                                                                                  |

|  | Gnathosaurus subulatus |
|  |                        |
|  | Gnathosaurus macrurus  |
|  |                        |

|  | Plataleorhynchus streptophorodon                                                 |
|  |                                                                                  |
|  | \| \| Gnathosaurus subulatus \| \| \| \| \| \| Gnathosaurus macrurus \| \| \| \| |
|  |                                                                                  |
|  | Gnathosaurus subulatus                                                           |
|  |                                                                                  |
|  | Gnathosaurus macrurus                                                            |
|  |                                                                                  |

|  | Gnathosaurus subulatus |
|  |                        |
|  | Gnathosaurus macrurus  |
|  |                        |

|  | Feilongus youngi     |
|  |                      |
|  | Moganopterus zhuiana |
|  |                      |

|  | Plataleorhynchus streptophorodon                                                 |
|  |                                                                                  |
|  | \| \| Gnathosaurus subulatus \| \| \| \| \| \| Gnathosaurus macrurus \| \| \| \| |
|  |                                                                                  |
|  | Gnathosaurus subulatus                                                           |
|  |                                                                                  |
|  | Gnathosaurus macrurus                                                            |
|  |                                                                                  |

|  | Gnathosaurus subulatus |
|  |                        |
|  | Gnathosaurus macrurus  |
|  |                        |

|  | Plataleorhynchus streptophorodon                                                 |
|  |                                                                                  |
|  | \| \| Gnathosaurus subulatus \| \| \| \| \| \| Gnathosaurus macrurus \| \| \| \| |
|  |                                                                                  |
|  | Gnathosaurus subulatus                                                           |
|  |                                                                                  |
|  | Gnathosaurus macrurus                                                            |
|  |                                                                                  |

|  | Gnathosaurus subulatus |
|  |                        |
|  | Gnathosaurus macrurus  |
|  |                        |

|  | Feilongus youngi     |
|  |                      |
|  | Moganopterus zhuiana |
|  |                      |

|  | Plataleorhynchus streptophorodon                                                 |
|  |                                                                                  |
|  | \| \| Gnathosaurus subulatus \| \| \| \| \| \| Gnathosaurus macrurus \| \| \| \| |
|  |                                                                                  |
|  | Gnathosaurus subulatus                                                           |
|  |                                                                                  |
|  | Gnathosaurus macrurus                                                            |
|  |                                                                                  |

|  | Gnathosaurus subulatus |
|  |                        |
|  | Gnathosaurus macrurus  |
|  |                        |

|  | Plataleorhynchus streptophorodon                                                 |
|  |                                                                                  |
|  | \| \| Gnathosaurus subulatus \| \| \| \| \| \| Gnathosaurus macrurus \| \| \| \| |
|  |                                                                                  |
|  | Gnathosaurus subulatus                                                           |
|  |                                                                                  |
|  | Gnathosaurus macrurus                                                            |
|  |                                                                                  |

|  | Gnathosaurus subulatus |
|  |                        |
|  | Gnathosaurus macrurus  |
|  |                        |

|  | Feilongus youngi     |
|  |                      |
|  | Moganopterus zhuiana |
|  |                      |

|  | Plataleorhynchus streptophorodon                                                 |
|  |                                                                                  |
|  | \| \| Gnathosaurus subulatus \| \| \| \| \| \| Gnathosaurus macrurus \| \| \| \| |
|  |                                                                                  |
|  | Gnathosaurus subulatus                                                           |
|  |                                                                                  |
|  | Gnathosaurus macrurus                                                            |
|  |                                                                                  |

|  | Gnathosaurus subulatus |
|  |                        |
|  | Gnathosaurus macrurus  |
|  |                        |

|  | Plataleorhynchus streptophorodon                                                 |
|  |                                                                                  |
|  | \| \| Gnathosaurus subulatus \| \| \| \| \| \| Gnathosaurus macrurus \| \| \| \| |
|  |                                                                                  |
|  | Gnathosaurus subulatus                                                           |
|  |                                                                                  |
|  | Gnathosaurus macrurus                                                            |
|  |                                                                                  |

|  | Gnathosaurus subulatus |
|  |                        |
|  | Gnathosaurus macrurus  |
|  |                        |

|  | Feilongus youngi     |
|  |                      |
|  | Moganopterus zhuiana |
|  |                      |

|  | Plataleorhynchus streptophorodon                                                 |
|  |                                                                                  |
|  | \| \| Gnathosaurus subulatus \| \| \| \| \| \| Gnathosaurus macrurus \| \| \| \| |
|  |                                                                                  |
|  | Gnathosaurus subulatus                                                           |
|  |                                                                                  |
|  | Gnathosaurus macrurus                                                            |
|  |                                                                                  |

|  | Gnathosaurus subulatus |
|  |                        |
|  | Gnathosaurus macrurus  |
|  |                        |

|  | Plataleorhynchus streptophorodon                                                 |
|  |                                                                                  |
|  | \| \| Gnathosaurus subulatus \| \| \| \| \| \| Gnathosaurus macrurus \| \| \| \| |
|  |                                                                                  |
|  | Gnathosaurus subulatus                                                           |
|  |                                                                                  |
|  | Gnathosaurus macrurus                                                            |
|  |                                                                                  |

|  | Gnathosaurus subulatus |
|  |                        |
|  | Gnathosaurus macrurus  |
|  |                        |

|  | Eosipterus yangi                                                              |
|  |                                                                               |
|  | \| \| Beipiaopterus chenianus \| \| \| \| \| \| Gegepterus changi \| \| \| \| |
|  |                                                                               |
|  | Beipiaopterus chenianus                                                       |
|  |                                                                               |
|  | Gegepterus changi                                                             |
|  |                                                                               |

|  | Beipiaopterus chenianus |
|  |                         |
|  | Gegepterus changi       |
|  |                         |

|  | Eosipterus yangi                                                              |
|  |                                                                               |
|  | \| \| Beipiaopterus chenianus \| \| \| \| \| \| Gegepterus changi \| \| \| \| |
|  |                                                                               |
|  | Beipiaopterus chenianus                                                       |
|  |                                                                               |
|  | Gegepterus changi                                                             |
|  |                                                                               |

|  | Beipiaopterus chenianus |
|  |                         |
|  | Gegepterus changi       |
|  |                         |

|  | Eosipterus yangi                                                              |
|  |                                                                               |
|  | \| \| Beipiaopterus chenianus \| \| \| \| \| \| Gegepterus changi \| \| \| \| |
|  |                                                                               |
|  | Beipiaopterus chenianus                                                       |
|  |                                                                               |
|  | Gegepterus changi                                                             |
|  |                                                                               |

|  | Beipiaopterus chenianus |
|  |                         |
|  | Gegepterus changi       |
|  |                         |

|  | Eosipterus yangi                                                              |
|  |                                                                               |
|  | \| \| Beipiaopterus chenianus \| \| \| \| \| \| Gegepterus changi \| \| \| \| |
|  |                                                                               |
|  | Beipiaopterus chenianus                                                       |
|  |                                                                               |
|  | Gegepterus changi                                                             |
|  |                                                                               |

|  | Beipiaopterus chenianus |
|  |                         |
|  | Gegepterus changi       |
|  |                         |

## Storia della scoperta

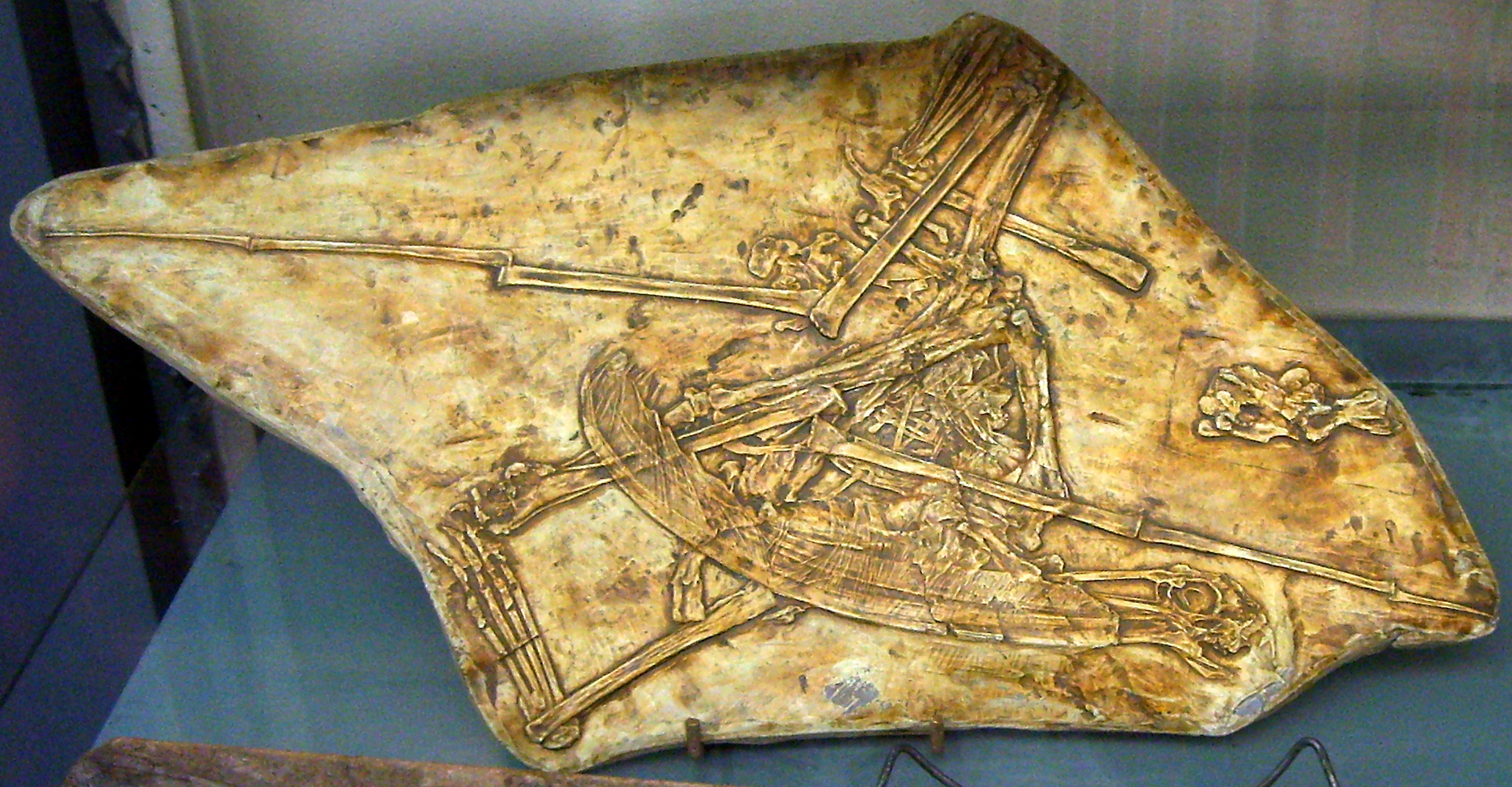
Fossile di P. guinazui, al Muséum national d'Histoire naturelle, Parigi

I primi fossili di questo animale, tra cui l'olotipo PLV 2571, composto da un singolo femore, furono scoperti e descritti verso la fine degli anni sessanta, da José Bonaparte nella Formazione Lagarcito, nella Provincia di San Luis, in Patagonia, Argentina, e risalente all'era dell'Albiano. Altri resti furono ritrovati in seguito anche in Cile, nella Formazione Santa Ana. In un sito argentino, di soli 50 m², ribattezzato "Loma del Pterodaustro ", sono stati ritrovati ben 750 esemplari di Pterodaustro, di cui 288 catalogati fino al 2008, rendendo lo Pterodaustro uno degli pterosauri più noti, di cui si conoscono anche le varie fasi di crescita ed i vari comportamenti.
Il genere fu descritto nel 1969 da José Bonaparte, nominandolo per la prima volta nel 1970 con il nome di Pterodaustro guinazui. Il nome del genere deriva dal greco "ptero" che sta per "ala" e dal latino "auster" che sta per "sud". In etimologia il nome vuol dire appunto "Ala del Sud". Il nome specifico, invece, onora il paleontologo Román Guiñazú.

## Paleobiologia
Secondo i paleontologi, lo Pterodaustro frequentava le acque poco profonde come stagni, paludi o saline dove, come i moderni fenicotteri, filtrava piccoli organismi marini con le sue lunghe setole, con un metodo chiamato "alimentazione a filtro". Una volta catturato il cibo, probabilmente lo Pterodaustro lo schiacciava con i piccoli denti globulari della mascella superiore.
Il paleontologo Robert T. Bakker ipotizzò, erroneamente, che avendo un'alimentazione simile a quella dei moderni fenicotteri, anche lo Pterodaustro potesse essere di colore rosa. Tale ipotesi si basava sul fatto che il colore rosa dei fenicotteri è dovuto alla loro alimentazione a base di piccoli organismi acquatici. Tuttavia, studi recenti, dimostrano che solo gli uccelli possono acquisire i carotenoidi presenti nel cibo, e cambiare la tonalità del piumaggio, piuttosto che nella pelle e nel becco, inoltre è piuttosto improbabile che uno pterosauro potesse sfoggiare una pigmentazione rosa.
Due esemplari fossili di Pterodaustro (MIC V263 e V243 MIC) sono stati ritrovati con alcuni gastroliti all'interno della cavità dello stomaco. Questa scoperta, comune nei dinosauri, e la prima documentata in uno pterosauro. Queste pietre con bordi ad angolo suggeriscono che lo Pterodaustro doveva cibarsi di piccoli invertebrati acquatici dal guscio duro in modo che una volta ingurgitate, i gusci sarebbero stati rotti dalle pietre. Tale ipotesi è confermata dal ritrovamento di piccoli invertebrati negli stessi luoghi dove sono stati ritrovati i resti di Pterodaustro.
Uno studio sulle fasi di crescita degli Pterodaustro ha rivelato che i cuccioli crescevano relativamente veloce nei primi due anni di vita, raggiungendo circa la metà delle dimensioni di un adulto. I giovani avrebbero quindi raggiunto la maturità sessuale all'età di 4-5 anni per poi arrestare la crescita in un determinato periodo della vita.
Nel 2004 fu ritrovato un uovo di Pterodaustro completo di embrione, catalogato poi come MHIN-UNSL-GEO-V246. L'uovo si presentava di forma allungata, lungo circa 6 centimetri per un diametro di 22 millimetri. Il guscio, dall'aspetto flessibile come quello delle moderne tartarughe, era ricoperto da un sottile strato di calcite, di circa 0,3 mm di spessore. Nel 2014, l'uovo è stato studiato grazie alla tecnologia 3D, che ha permesso di guardare al suo interno.
Da un confronto tra gli anelli sclerali dello Pterodaustro e quelli di animali moderni come uccelli e rettili, si è scoperto che lo Pterodaustro aveva uno stile di vita notturno, e potrebbe essersi alimentato di notte come fanno oggi alcuni uccelli della famiglia degli anseriformi, che si nutrono appunto di notte.